# Liste der Baudenkmäler in Aachen-Mitte (J–K)
Die Liste der Baudenkmäler in Aachen-Mitte (J–K) enthält die denkmalgeschützten Bauwerke auf dem Gebiet des Stadtbezirks Aachen-Mitte in Nordrhein-Westfalen (Stand: 25. April 2024). Diese Baudenkmäler sind in der Denkmalliste der Stadt Aachen eingetragen; Grundlage für die Aufnahme ist das Denkmalschutzgesetz Nordrhein-Westfalen (DSchG NRW).

## Denkmäler
| Bild                                                                                           | Bezeichnung                                                                                    | Lage                                          | Beschreibung | Bauzeit                                | Eingetragen seit | Denkmal- nummer  |
| ---------------------------------------------------------------------------------------------- | ---------------------------------------------------------------------------------------------- | --------------------------------------------- | --- | -------------------------------------- | ---------------- | ---------------- |
| Kreuzigungsgruppe (Kalvarienberg)                                                              | Kreuzigungsgruppe (Kalvarienberg)                                                              | Jakobsplatz Karte                             | romantisierende Darstellungsform des Kalvarienbergs aus der Bildhauerwerkstatt Wilhelm Pohl und Carl Esser. Erste Station auf dem Nordrheinischen Jakobsweg Nr. 1 vom Aachener Dom nach Santiago de Compostela. Kreuzigungsgruppe nach einem Entwurf von Joseph Buchkremer an der Stelle der alten Jakobskirche. Stufenanlage mit umlaufendem Schmiedegitter, Stufen und Gitterpfosten in Granit (bzw. Muschelkalk), altarartiger Aufsatz sowie die überlebensgroße Kreuzigungsgruppe in Kalkstein, an der Vorderseite des Sockaufsatzes Relief, an der Rückseite Inschriftentafel, beides aus Bronze; innerhalb der Schmiedegitterumfriedung vier aus Kupfer getriebene Laternen.                                  | 1893                                   |                  |                  |
| Wohnhaus                                                                                       | Wohnhaus                                                                                       | Jakobsplatz 4 Karte                           | |                                        |                  |                  |
| Kath. Pfarramt St. Jakob                                                                       | Kath. Pfarramt St. Jakob                                                                       | Jakobsplatz 5 Karte                           | dreigeschossiger Backsteinbau, Mittelrisalit mit gestuftem Giebelaufbau | 1888                                   |                  |                  |
| Wohnhaus (Teile)                                                                               | Wohnhaus (Teile)                                                                               | Jakobstraße 1 Karte                           | Entwurf Johann Joseph Couven | Mitte 18. Jh.                          |                  |                  |
| Wohnhaus „Eijene Keiser Karl“                                                                  | Wohnhaus „Eijene Keiser Karl“                                                                  | Jakobstraße 2 Karte                           | Eckhaus zur Kockerellstraße erbaut nach Plänen von Adam Franz Friedrich Leydel; Wohn und Geschäftshaus sowie Anbau Kockerellstraße 1, viergeschossig in je fünf Achsen zur Jakob- und zur Kockerellstraße; klassizistische Putzfassade; Erdgeschoss Blendarkatur; eingeschossiger Anbau, jetzt um 1 Stockwerk erhöht. | zw. 1829 und 1837                      |                  |                  |
| Wohnhaus                                                                                       | Wohnhaus                                                                                       | Jakobstraße 3 Karte                           | |                                        |                  |                  |
| Wohnhaus (Teile); Nr. 6: „Zum bunten Ochsen“ (Zunfthaus der Fleischer); Nr. 8: „Zum Türmchen“. | Wohnhaus (Teile); Nr. 6: „Zum bunten Ochsen“ (Zunfthaus der Fleischer); Nr. 8: „Zum Türmchen“. | Jakobstraße 4, 6, 8 Karte                     | Haus-nr. 4: Blaustein-, Tür- und Fenstergewände vom ehemaligen Gebäude Schildstraße 10 aus der Mitte des 19. Jh. Haus-Nr. 6: Blaustein-, Tür- und Fenstergewände aus der Mitte des 19. Jh.von ehemaligen Gebäude Schilderstraße 8. Haus-Nr. 8: Blaustein-, Tür und Fenstergewände aus dem 19. Jh. von ehemaligen Gebäude Promenanenstraße 7. | 1973/1974                              |                  |                  |
| Wohnhaus                                                                                       | Wohnhaus                                                                                       | Jakobstraße 7 Karte                           | |                                        |                  |                  |
| Wohnhaus                                                                                       | Wohnhaus                                                                                       | Jakobstraße 10 Karte                          | Rekonstruierte Fassade des Gebäudes Judengasse 2 unter Verwendung alter Blausteinwerkstücke (datiert auf 1819); zur Judengasse hin Toreinfahrt mit Blausteinportal des ehemaligen Gebäudes Peterstr. 45 (1748); in der Hofmauer Stadtadler von ehemaligen Erweiterungsbau des Bades „Königin von Ungarn“ |                                        |                  |                  |
| Wohnhäuser (Teile)                                                                             | Wohnhäuser (Teile)                                                                             | Jakobstraße 12, 14–16 Karte                   | Haus-Nr. 12: Blausteingewände aus dem 18. bzw. Mitte des 19. Jh. von den ehemaligen Gebäuden Jakobstraße 6 und Großkölnstraße 7. Haus-Nr. 14–16: Blausteinwerkstücke aus dem 18. Jh. der früheren Häuser Grosskölnstraße 3 und 5 von Johann Joseph Couven als Teile der straßenseitigen Fassade des Neubaues Jakobstraße 14/16 | 1974/1975                              |                  |                  |
| Wohnhaus „Zum güldenen Verken“; Zunfthaus der Nadler                                           | Wohnhaus „Zum güldenen Verken“; Zunfthaus der Nadler                                           | Jakobstraße 18 Karte                          | bis 1879 Teil der Nadelfabrik Chorus; ab 1897 Sitz des Marianneninstituts, dazwischen Brauereigebäude und Selterswasserfabrik |                                        |                  |                  |
| Kloster der Schwestern vom armen Kinde Jesus                                                   | Kloster der Schwestern vom armen Kinde Jesus                                                   | Jakobstraße 19 Karte                          | errichtet auf den Fundamenten eines alten Klosters der Weißfrauen aus dem 13. Jh., ging 1848 in Besitz des Ordens von Clara Fey über; Neubautrakt nach Plänen von Hermann Kremers | 1956                                   |                  |                  |
| Bürogebäude [Bischöfliches Generalvikariat Aachen]                                             | Bürogebäude [Bischöfliches Generalvikariat Aachen]                                             | Jakobstraße 21 Karte                          | Teil des ehemaligen Klosters der Schwestern vom armen Kinde Jesus | vor 1848                               |                  |                  |
| Haus Zum Horn (Teile)                                                                          | Haus Zum Horn (Teile)                                                                          | Jakobstraße 24 Karte                          | Teil der Nadelfabrik Chorus; 1757 durch Johann Joseph Couven als Direktionsgebäude erweitert, später Haus des Baumeisters Klausener | 1757                                   | 08. Juli 1983    | 05334002 A 02052 |
| Blausteinportal                                                                                | Blausteinportal                                                                                | Jakobstraße 24B Karte                         | Durchfahrt zur ehemaligen Nadelfabrik Chorus |                                        |                  |                  |
| weitere Bilder                                                                                 | Wylre’sches Haus                                                                               | Jakobstraße 35 Karte                          | Ehemalige Tuch- dann Kratzenfabrik; Erweiterung und Umbau im 18. Jh. durch Johann Joseph Couven und Laurenz Mefferdatis, später ergänzt durch Jakob Couven | 1669                                   |                  |                  |
| weitere Bilder                                                                                 | Ehemalige Kloster- und Pfarrkirche St. Paul (Teile)                                            | Jakobstraße 40 Karte                          | ehemalige Klosterkirche der Dominikaner; Spätgotischer Hallenbau; Renaissance-Portal von 1705; Neuaufbau 1822 nach Plänen von Johann Peter Cremer und Karl Friedrich Schinkel im klassizistischen Stil | vor 1339                               |                  |                  |
| Wohnhaus                                                                                       | Wohnhaus                                                                                       | Jakobstraße 45 Karte                          | |                                        |                  |                  |
| Wohnhaus (Teile)                                                                               | Wohnhaus (Teile)                                                                               | Jakobstraße 64 Karte                          | |                                        |                  |                  |
| Wohnhäuser                                                                                     | Wohnhäuser                                                                                     | Jakobstraße 76b, 76c Karte                    | |                                        |                  |                  |
| Wohnhäuser                                                                                     | Wohnhäuser                                                                                     | Jakobstraße 78 Karte                          | | 1760 (Nr. 82)                          |                  |                  |
| Wohnhaus                                                                                       | Wohnhaus                                                                                       | Jakobstraße 80 Karte                          | |                                        |                  |                  |
| Wohnhaus                                                                                       | Wohnhaus                                                                                       | Jakobstraße 82 Karte                          | |                                        |                  |                  |
| Wohnhaus                                                                                       | Wohnhaus                                                                                       | Jakobstraße 86 Karte                          | |                                        |                  |                  |
| Wohnhaus                                                                                       | Wohnhaus                                                                                       | Jakobstraße 90 Karte                          | |                                        |                  |                  |
| Wohnhäuser                                                                                     | Wohnhäuser                                                                                     | Jakobstraße 88, 92, 94 Karte                  | Entwurf HsNr. 88 Johann Joseph Couven |                                        |                  |                  |
| Wohnhaus                                                                                       | Wohnhaus                                                                                       | Jakobstraße 93 Karte                          | |                                        |                  |                  |
| weitere Bilder                                                                                 | Wohnhaus                                                                                       | Jakobstraße 95 Karte                          | |                                        |                  |                  |
| Wohnhäuser                                                                                     | Wohnhäuser                                                                                     | Jakobstraße 97, 99–101, 103 Karte             | |                                        |                  |                  |
| Wohnhäuser                                                                                     | Wohnhäuser                                                                                     | Jakobstraße 105/107 Karte                     | dreigeschossiger Backsteinbau mit Mansarddach und Fassade in Blausteinfachwerk, EG in Blaustein, z. T. verändert, Mansarddach; zeitgenössische Innenausstattung | 1812                                   |                  |                  |
| Wohnhäuser                                                                                     | Wohnhäuser                                                                                     | Jakobstraße 109, 111 Karte                    | |                                        |                  |                  |
| Wohnhaus                                                                                       | Wohnhaus                                                                                       | Jakobstraße 108–110 Karte                     | Ehem. Verwaltungsgebäude der Nadelfabrik Beissel |                                        |                  |                  |
| Wohnhäuser                                                                                     | Wohnhäuser                                                                                     | Jakobstraße 122, 124 Karte                    | |                                        |                  |                  |
| Wohnhaus                                                                                       | Wohnhaus                                                                                       | Jakobstraße 127 Karte                         | |                                        |                  |                  |
| Gebäude                                                                                        | Gebäude                                                                                        | Jakobstraße 136–146 Karte                     | |                                        |                  |                  |
| Wohnhäuser                                                                                     | Wohnhäuser                                                                                     | Jakobstraße 165 Karte                         | |                                        |                  |                  |
| Wohnhäuser                                                                                     | Wohnhäuser                                                                                     | Jakobstraße 167b, 169 Karte                   | |                                        |                  |                  |
| Wohnhaus (Teile)                                                                               | Wohnhaus (Teile)                                                                               | Jakobstraße 177–179 Karte                     | |                                        |                  |                  |
| Wohnhaus                                                                                       | Wohnhaus                                                                                       | Jakobstraße 178 Karte                         | |                                        |                  |                  |
| Wohnhäuser                                                                                     | Wohnhäuser                                                                                     | Jakobstraße 204–206, 208 Karte                | 208: Giebelhaus mit Kreuzstockfenster, jetzt Küsterwohnung | 1792 (Nr. 206)                         |                  |                  |
| Wohnhäuser                                                                                     | Wohnhäuser                                                                                     | Jakobstraße 214–216, 218, 220, 222, 224 Karte | |                                        |                  |                  |
| Wohnhäuser                                                                                     | Wohnhäuser                                                                                     | Jakobstraße 228, 230, 232 Karte               | |                                        |                  |                  |
| weitere Bilder                                                                                 | Wehrhafter Schmied                                                                             | Jakobstraße Karte                             | Brunnendenkmal von Carl Burger | 1909                                   |                  |                  |
| weitere Bilder                                                                                 | Kath. Pfarrkirche St. Jakob                                                                    | Jakobstraße Karte                             | erbaut nach Plänen von Heinrich Wiethase durch Architekt Eduard Linse | 1881–1886                              |                  |                  |
| Wohnhaus                                                                                       | Wohnhaus                                                                                       | Jesuitenstraße 2 Karte                        | |                                        |                  |                  |
| Wohnhaus (Teile)                                                                               | Wohnhaus (Teile)                                                                               | Jesuitenstraße 4 Karte                        | |                                        |                  |                  |
| Schule                                                                                         | Schule                                                                                         | Jesuitenstraße 9–11 Karte                     | Hauptgebäude des St. Leonhard Gymnasiums Aachen, erbaut als Realgymnasium nach Entwürfen von Stadtbaumeister Joseph Laurent | 1890–1892                              |                  |                  |
| Schule                                                                                         | Schule                                                                                         | Jesuitenstraße 18–20 Karte                    | Hauptgebäude der Städt. Ev. Grundschule Annaschule |                                        |                  |                  |
| weitere Bilder                                                                                 | Griech.-Orthodoxe Kirche Erzengel Michael und St. Dimitrios                                    | Jesuitenstraße Karte                          | ehemalige Klosterkirche der Jesuiten-Kommunität Aachen im Stil des rheinischen Manierismus; später Getreidemagazin. 1891/92 Erneuerung der Fassade im Stil der Neorenaissance | 1618–1628                              |                  |                  |
| Wohnhäuser                                                                                     | Wohnhäuser                                                                                     | Johanniterstraße 3, 5, 7 Karte                | |                                        |                  |                  |
| Wohnhaus                                                                                       | Wohnhaus                                                                                       | Johanniterstraße 11 Karte                     | |                                        |                  |                  |
| Wohnhäuser                                                                                     | Wohnhäuser                                                                                     | Johanniterstraße 13, 15 Karte                 | |                                        |                  |                  |
| Wohnhaus                                                                                       | Wohnhaus                                                                                       | Johanniterstraße 20 Karte                     | |                                        |                  |                  |
| Wohnhaus                                                                                       | Wohnhaus                                                                                       | Johanniterstraße 21 Karte                     | |                                        |                  |                  |
| Wohnhaus                                                                                       | Wohnhaus                                                                                       | Johanniterstraße 23 Karte                     | |                                        |                  |                  |
| Wohnhaus                                                                                       | Wohnhaus                                                                                       | Johanniterstraße 25 Karte                     | |                                        |                  |                  |
| Wohnhäuser                                                                                     | Wohnhäuser                                                                                     | Johanniterstraße 26, 28, 30 Karte             | |                                        |                  |                  |
| Wohnhaus (Teile)                                                                               | Wohnhaus (Teile)                                                                               | Johanniterstraße 27 Karte                     | |                                        |                  |                  |
| Wohnhäuser                                                                                     | Wohnhäuser                                                                                     | Johanniterstraße 29, 31 Karte                 | |                                        |                  |                  |
| BW                                                                                             | Reste der Stadtmauer (Innere Stadtmauer)                                                       | Johanniterstraße 32–34 Karte                  | | um 1200                                |                  |                  |
| Wohngebäude                                                                                    | Wohngebäude                                                                                    | Joseph-von-Görres-Straße 1–15 Karte           | |                                        |                  |                  |
| Wohngebäude                                                                                    | Wohngebäude                                                                                    | Joseph-von-Görres-Straße 2–14 Karte           | |                                        |                  |                  |
| Wohnhäuser                                                                                     | Wohnhäuser                                                                                     | Joseph-von-Görres-Straße 50, 52, 54, 56 Karte | |                                        |                  |                  |
| Wohngebäude                                                                                    | Wohngebäude                                                                                    | Joseph-von-Görres-Straße 61–75 Karte          | |                                        |                  |                  |
| Wohngebäude                                                                                    | Wohngebäude                                                                                    | Joseph-von-Görres-Straße 60–90 Karte          | |                                        |                  |                  |
| weitere Bilder                                                                                 | Kath. Pfarrkirche St. Elisabeth                                                                | Jülicher Straße 72a Karte                     | erbaut nach Plänen von Eduard Endler; 2011 profaniert | 1904–1907                              |                  |                  |
| Wohnhäuser                                                                                     | Wohnhäuser                                                                                     | Jülicher Straße 74, 76, 78, 80, 82, 84 Karte  | |                                        |                  |                  |
| Wohnhaus                                                                                       | Wohnhaus                                                                                       | Jülicher Straße 95 Karte                      | |                                        |                  |                  |
| Ludwig Forum für Internationale Kunst (ehem. Schirmfabrik)                                     | Ludwig Forum für Internationale Kunst (ehem. Schirmfabrik)                                     | Jülicher Straße 97–109 Karte                  | erbaut nach Plänen von Josef Bachmann und Alexander Lürken als Stahlbeton-Skelettbau; zwei bzw. drei gelb verklinkerte Geschosse über rotem Sockelmauerwerk; aufragender, in der Horizontale durch schmale Brüstungsbänder betonter Bau mit abgerundeter Ecke | 1928                                   |                  |                  |
| Wohnhäuser                                                                                     | Wohnhäuser                                                                                     | Jülicher Straße 134, 136 Karte                | |                                        |                  |                  |
| Wohnhaus                                                                                       | Wohnhaus                                                                                       | Jülicher Straße 156 Karte                     | |                                        |                  |                  |
| Wohnhäuser                                                                                     | Wohnhäuser                                                                                     | Jülicher Straße 162, 164 Karte                | |                                        |                  |                  |
| Wohnhaus                                                                                       | Wohnhaus                                                                                       | Jülicher Straße 182 Karte                     | |                                        |                  |                  |
| Fabrikanlage, ehem. Garbe, Lahmeyer & Co.                                                      | Fabrikanlage, ehem. Garbe, Lahmeyer & Co.                                                      | Jülicher Straße 191 Karte                     | Fabrikanlage, bestehend aus 3 Gebäuden |                                        |                  | 3618             |
| Hauptgebäude der Waggonfabrik Talbot                                                           | Hauptgebäude der Waggonfabrik Talbot                                                           | Jülicher Straße 215 Karte                     | Erste Bauten unterstützt durch den Tragwerksplaner Otto Intze, 1921–23 maßgebliche Erweiterungen um das Verwaltungsgebäude, Pförtnerhaus und weitere Hallen, Architekt: Gerhard Becker | 1893/94                                |                  |                  |
| Wohnanlage                                                                                     | Wohnanlage                                                                                     | Jülicher Straße 224–234 Karte                 | |                                        |                  |                  |
| Fassade                                                                                        | Fassade                                                                                        | Jülicher Straße 326 Karte                     | Reste der „Wischer Mühle“. Die Kornmühle an der Wurm wurde 1564 erstmals urkundlich erwähnt, Mitte des 19. Jahrhunderts wurde sie neu gebaut und war bis 1962 in Betrieb, wobei zuletzt eine Dampfmaschine zur Unterstützung genutzt wurde. Danach zerfielen die Bauten, so dass nur noch die Fassade des Torhauses erhalten ist. | Mitte 19. Jh.                          |                  |                  |
| Wohnhaus                                                                                       | Wohnhaus                                                                                       | Junkerstraße 3a Karte                         | |                                        |                  |                  |
| Wohnhaus                                                                                       | Wohnhaus                                                                                       | Junkerstraße 7 Karte                          | |                                        |                  |                  |
| Wohnhäuser                                                                                     | Wohnhäuser                                                                                     | Junkerstraße 13, 15–17, 19 Karte              | |                                        |                  |                  |
| Wohnhäuser                                                                                     | Wohnhäuser                                                                                     | Junkerstraße 23, 25, 27 Karte                 | |                                        |                  |                  |
| Wohnhäuser                                                                                     | Wohnhäuser                                                                                     | Junkerstraße 33, 35, 37 Karte                 | |                                        |                  |                  |
| Hochbunker                                                                                     | Hochbunker                                                                                     | Junkerstraße 36 Karte                         | Einer der ersten in Aachen fertiggestellten Hochbunker, 1941 von den Architekten Frings und Maur geplant und in 1942 gebaut. Der Bunker zeigt eine weitgehend unveränderte Struktur, einige Schutzräume und ein Teil der Haustechnik sind noch aus der Ursprungszeit erhalten. Seit den 1980er Jahren wurden im Bunker Proberäume vermietet, seit 1994 wird er durch den Verein „MusikBunker e.V.“ genutzt. | 1942                                   |                  | 3527             |
| Wohnhäuser                                                                                     | Wohnhäuser                                                                                     | Junkerstraße 39, 41 Karte                     | |                                        |                  |                  |
| Wohnhäuser                                                                                     | Wohnhäuser                                                                                     | Junkerstraße 43, 45 Karte                     | |                                        |                  |                  |
| Teile der Stadtmauer (Äußere Stadtmauer)                                                       | Teile der Stadtmauer (Äußere Stadtmauer)                                                       | Junkerstraße 46 Karte                         | | zw. 1257 und 1350                      |                  |                  |
| Wohnhäuser                                                                                     | Wohnhäuser                                                                                     | Junkerstraße 48, 50 Karte                     | |                                        |                  |                  |
| Wohnhäuser                                                                                     | Wohnhäuser                                                                                     | Junkerstraße 54, 56 Karte                     | |                                        |                  |                  |
| Wohnhaus                                                                                       | Wohnhaus                                                                                       | Junkerstraße 60 Karte                         | |                                        |                  |                  |
| Wohnhäuser                                                                                     | Wohnhäuser                                                                                     | Junkerstraße 64, 66 Karte                     | |                                        |                  |                  |
| weitere Bilder                                                                                 | Pfaffenturm; heute Domizil der Ripuaria Aachen                                                 | Junkerstraße 68 Karte                         | einziger kreisrunder Turm und Teil der äußeren Aachener Stadtmauer; | 1300–1350                              |                  |                  |
| Wohnhäuser                                                                                     | Wohnhäuser                                                                                     | Junkerstraße 73, 75, 77 Karte                 | |                                        |                  |                  |
| Wohnhäuser                                                                                     | Wohnhäuser                                                                                     | Junkerstraße 79, 81, 83, 85, 87 Karte         | |                                        |                  |                  |
| weitere Bilder                                                                                 | Langer Turm                                                                                    | Junkerstraße 101 Karte                        | Teil der äußeren Stadtmauer, zentraler Wach- und Meldeturm | ca. 1300–1350                          |                  |                  |
| weitere Bilder                                                                                 | Colynshof                                                                                      | Kaiser-Friedrich-Allee 69 Karte               | ehemals wasserumwehrter Backsteinbau, weiß geschlämmt, Wohnhaus zwei- bis dreigeschossig und vierachsig, Kreuzstockfenster 19. Jh., Walmdach, Flügelbauten etwas niedriger, runder Eckturm mit Blausteinportal, 1675 datiert | 17. Jh.                                |                  |                  |
| weitere Bilder                                                                                 | Tritonenbrunnen                                                                                | Kaiser-Friedrich-Allee Karte                  | erbaut nach Plänen des Bildhauers Carl Burger | zw. 1905 und 1910                      |                  |                  |
| Parkanlage                                                                                     | Parkanlage                                                                                     | Kaiser-Friedrich-Allee Karte                  | angelegt nach Plänen des Stadtgartendirektors Weßberge | zw. 1905 und 1910                      |                  |                  |
| Wohnhaus                                                                                       | Wohnhaus                                                                                       | Kaiserplatz 6 Karte                           | |                                        |                  |                  |
| weitere Bilder                                                                                 | Bankhaus Kapuzinergraben (Teile)                                                               | Kapuzinergraben 12–14 Karte                   | erstellt durch Georg Frentzen; nach dem 2. Weltkrieg wiederhergestellt durch Hans Königs | 1910                                   |                  |                  |
| weitere Bilder                                                                                 | Kapuziner Karree (ehem. Oberpostdirektion Aachen)                                              | Kapuzinergraben 19 Karte                      | erbaut nach Plänen Carl Hindorf, August Kind, Carl Doflein und Arnold Königs. entlang der ehemaligen inneren Stadtmauer, benannt nach dem 1817 abgerissenen Kloster der Kapuziner | 1889–1893                              |                  |                  |
| BW                                                                                             | Teile der Barbarossamauer (Innere Stadtmauer)                                                  | Kapuzinergraben 26 Karte                      | | um 1200                                |                  |                  |
| Wohnhäuser                                                                                     | Wohnhäuser                                                                                     | Karlsgraben 3, 5, 7, 9, 11, 13 Karte          | |                                        |                  |                  |
| Wohnhäuser                                                                                     | Wohnhäuser                                                                                     | Karlsgraben 35, 37, 39, 41, 43 Karte          | |                                        |                  |                  |
| Wohnhäuser                                                                                     | Wohnhäuser                                                                                     | Karlsgraben 49, 51 Karte                      | |                                        |                  |                  |
| „Lochnertor und Kutscherhaus“                                                                  | „Lochnertor und Kutscherhaus“                                                                  | Karlsgraben 55 Karte                          | Teil des ehemaligen Anwesens des Grafen Berghe von Trips; später Teil der Tuchfabrik van Houtem und der Lochnervilla von Johann Friedrich Lochner; Architekt (zugeschrieben): Jakob Couven oder Joseph Moretti | um 1775                                |                  |                  |
| Wohnhaus                                                                                       | Wohnhaus                                                                                       | Karlsgraben 57 Karte                          | |                                        |                  |                  |
| Wohnhaus                                                                                       | Wohnhaus                                                                                       | Karlsgraben 59 Karte                          | |                                        |                  |                  |
| Wohnhaus                                                                                       | Wohnhaus                                                                                       | Karlsgraben 61 Karte                          | |                                        |                  |                  |
| Wohnhaus                                                                                       | Wohnhaus                                                                                       | Karlsgraben 63 Karte                          | |                                        |                  |                  |
| Wohnhaus                                                                                       | Wohnhaus                                                                                       | Karlsgraben 65 Karte                          | |                                        |                  |                  |
| Wohnhäuser                                                                                     | Wohnhäuser                                                                                     | Kármánstraße 7, 9, 11, 13, 15 Karte           | Wohnhäuser der RWTH Aachen im Stile der Neorenaissance | 1890er Jahre                           |                  |                  |
| Wohnhaus                                                                                       | Wohnhaus                                                                                       | Kármánstraße 19 Karte                         | Philosophische Fakultät der RWTH Aachen; ursprünglich Realgymnasium, später Couven-Gymnasium mit Sporthalle, nach Plänen von Stadtbaumeister Joseph Laurent | 1893 (Hauptgebäude); 1897 (Sporthalle) |                  |                  |
| „Karmeliterhöfe“                                                                               | „Karmeliterhöfe“                                                                               | Kasernenstraße 25 Karte                       | benannt nach dem im 19. Jh. ansässigen Karmeliterorden, ehemaliges Polizeipräsidium, später bis 2007 Sitz des Verwaltungsgerichtes; errichtet nach Plänen des Kreisbaumeisters Lüring als dreiflügelige und dreigeschossige Anlage im Stil des Neobarock | 1907–1910                              |                  |                  |
| Stadtverwaltung Aachen                                                                         | Stadtverwaltung Aachen                                                                         | Katschhof 1 Karte                             | erbaut nach Plänen von Gerhard Graubner; beherbergt seit 2014 auch das Centre Charlemagne – Neues Stadtmuseum Aachen | 1958–1962                              |                  |                  |
| weitere Bilder                                                                                 | Paradiesbrunnen                                                                                | Katschhof 2 Karte                             | erbaut nach Plänen von Georg Frentzen | 1897                                   |                  |                  |
| Domklinik Aachen                                                                               | Domklinik Aachen                                                                               | Katschhof 3 (Teile) Karte                     | 1884 erbaut und zwischen 1909 und 1911 von Joseph Buchkremer umgebaut und erweitert. Werksteinfassade mit neuromanischen und neugotischen Schmuckformen. In den 1980er-Jahren komplett entkernt und als Tagesklinik hergerichtet | 1884                                   |                  |                  |
| Wohnhäuser (Teile)                                                                             | Wohnhäuser (Teile)                                                                             | Kleinkölnstraße 3, 5 Karte                    | |                                        |                  |                  |
| Wohnhaus (Teile)                                                                               | Wohnhaus (Teile)                                                                               | Kleinkölnstraße 18 Karte                      | ehemaliger „Londoner Hof“, erbaut nach Plänen von Laurenz Mefferdatis; Innenausbau 1740 von Johann Joseph Couven; im 2. WK zerstört; Erdgeschoss nach alten Plänen und geretteten Bauteilen wiederaufgebaut | 1713–1740                              |                  |                  |
| Wohn- / Geschäftshaus                                                                          | Wohn- / Geschäftshaus                                                                          | Kleinmarschierstraße 1 Karte                  | Architekt: Adam Franz Friedrich Leydel (Nr. 1) | um 1834                                |                  |                  |
| Wohn- / Geschäftshaus                                                                          | Wohn- / Geschäftshaus                                                                          | Kleinmarschierstraße 3 Karte                  | | um 1834                                |                  |                  |
| BW                                                                                             | Lagergebäude, früher Wohnhaus                                                                  | Kleinmarschierstraße 11 Karte                 | Fassade des Hinterhauses zum Gebäude Kleinmarschierstraße 11 | 1680                                   |                  |                  |
| Wohnhaus                                                                                       | Wohnhaus                                                                                       | Kleinmarschierstraße 35 Karte                 | |                                        |                  |                  |
| Wohnhaus                                                                                       | Wohnhaus                                                                                       | Kleinmarschierstraße 37 Karte                 | |                                        |                  |                  |
| Wohnhaus                                                                                       | Wohnhaus                                                                                       | Klemensstraße 11 Karte                        | |                                        |                  |                  |
| Wohnhäuser (Teile)                                                                             | Wohnhäuser (Teile)                                                                             | Kockerellstraße 3 Karte                       | Kockerellstraße 3 blieb nur in der Fassade erhalten. Der gesamte Bestand hinter der Fassade ist ein Neubau |                                        |                  |                  |
| Wohnhaus                                                                                       | Wohnhaus                                                                                       | Kockerellstraße 4 Karte                       | |                                        |                  |                  |
| Wohnhäuser (Teile)                                                                             | Wohnhäuser (Teile)                                                                             | Kockerellstraße 5 Karte                       | Blausteingewände des 17. und 18. Jh. aus der Fassade der früheren Häuser Kockerellstraße 5 und Kockerellstraße 18. | 1974                                   |                  |                  |
| Wohnhäuser (Teile)                                                                             | Wohnhäuser (Teile)                                                                             | Kockerellstraße 7 Karte                       | Neubau von 1974 unter Verwendung einer Backsteinfassade mit Blausteingewänden aus dem 18. Jh.; dreigeschossig in fünf Achsen mit Mansardstock; Ladeneinbau im Erdgeschoss. | 1974                                   |                  |                  |
| Wohnhäuser (Teile)                                                                             | Wohnhäuser (Teile)                                                                             | Kockerellstraße 9 Karte                       | Fenstergewände, Gesimse und Erdgeschossverkleidung in Blaustein aus dem Anfang des 19. Jh. des früheren Hauses Peterstraße 47 als Teil der straßenseitigen Fassade des Neubaues Kockerellstraße 9 wiederverwandt. | 1975                                   |                  |                  |
| Wohnhäuser (Teile)                                                                             | Wohnhäuser (Teile)                                                                             | Kockerellstraße 13, 15, 17 Karte              | Haus-Nr. 13: Blausteintür- und Fenstergewände aus dem ehemaligen Gebäude Kockerellstraße 21 des 18. Jh., die im Jahre 1974 bei der Errichtung des Gebäudes Kockerellstraße 13 in der viergeschossigen, vierachsigen Fassade wiederverwandt wurden. Haus-Nr. 15: Neubau unter Verwendung von Blaustein-Fenstergewänden des ehemaligen Gebäudes Pontstraße 1c; erbaut 2. Hälfte des 19. Jh.; viergeschossig in drei Achsen und Dachgeschoss; Ladeneinbau im Erdgeschoss. Haus-Nr. 17: Blausteingewände in der Fassade als Teile des Gebäudes Rosstraße 52–54 des 19. Jh., die im Jahre 1976 bei der Errichtung des Gebäudes Kockerellstraße 17 in der viergeschossigen, sechsachsigen Fassade wiederverwendet wurden. | 1974                                   |                  |                  |
| Wohnhäuser (Teile)                                                                             | Wohnhäuser (Teile)                                                                             | Kockerellstraße 19 Karte                      | Blausteingewände in der straßenseitigen Fassade als Teile des Gebäudes Kockerellstraße 19 - originalgetreuer Neubau unter Verwendung der ursprünglichen Blaustein-Fenstergewände des ehemaligen Altbaus; erbaut 2. Hälfte des 19. Jh.; viergeschossig und dreiachsig, Ladeneinbau im Erdgeschoss. | 1974                                   |                  |                  |
| Wohnhaus                                                                                       | Wohnhaus                                                                                       | Kockerellstraße 20 Karte                      | |                                        |                  |                  |
| Wohnhaus (Teile)                                                                               | Wohnhaus (Teile)                                                                               | Kockerellstraße 22 Karte                      | dreigeschossiges und vierachsiges Wohnhaus mit barocker Fassade nach Entwürfen von Johann Joseph Couven; Backsteinbau mit Gewänden aus Blaustein | Mitte 18. Jh.                          |                  |                  |
| Wohnhaus                                                                                       | Wohnhaus                                                                                       | Königshügel 2 Karte                           | Siedlungsbauhäuser; aus klimatischen Gründen und wegen der damals freien Höhenlage rundum mit Dachziegeln versehen | 1925–1928                              |                  |                  |
| Wohnhaus                                                                                       | Wohnhaus                                                                                       | Königshügel 5 Karte                           | wie zuvor | 1925–1928                              |                  |                  |
| Wohnhaus                                                                                       | Wohnhaus                                                                                       | Königshügel 6, 8, 10, 12 Karte                | wie zuvor | 1925–1928                              |                  |                  |
| Wohnhaus                                                                                       | Wohnhaus                                                                                       | Königshügel 24 Karte                          | wie zuvor | 1925–1928                              |                  |                  |
| Wohnhaus                                                                                       | Wohnhaus                                                                                       | Königshügel 28 Karte                          | wie zuvor | 1925–1928                              |                  |                  |
| Wohnhaus                                                                                       | Wohnhaus                                                                                       | Königstraße 1b Karte                          | |                                        |                  |                  |
| Wohnhaus (Teile)                                                                               | Wohnhaus (Teile)                                                                               | Königstraße 3 Karte                           | |                                        |                  |                  |
| Wohnhaus                                                                                       | Wohnhaus                                                                                       | Königstraße 15–17 Karte                       | |                                        |                  |                  |
| Wohnhaus (Teile)                                                                               | Wohnhaus (Teile)                                                                               | Königstraße 21a Karte                         | |                                        |                  |                  |
| Wohnhaus (Teile)                                                                               | Wohnhaus (Teile)                                                                               | Königstraße 22 Karte                          | Laurenz Mefferdatis zugeschrieben; Wiederaufbau 1970; ehemalige Tuchfabrik J. H. Kesselkaul; ab 1825 mehrfach erweitert; 1941–1944 Judenhaus. Dreigeschossiger Backsteinbau in fünf Achsen, die Mittelachse durch Giebel und Blausteinportal betont, auch die Fenstergewände in Blaustein; an der Fassade ein Wappenstein. | 1738/1970                              |                  |                  |
| Wohnhaus                                                                                       | Wohnhaus                                                                                       | Königstraße 24 Karte                          | |                                        |                  |                  |
| Wohnhaus                                                                                       | Wohnhaus                                                                                       | Königstraße 26 Karte                          | |                                        |                  |                  |
| Wohnhaus                                                                                       | Wohnhaus                                                                                       | Königstraße 27 Karte                          | |                                        |                  |                  |
| Wohnhaus (Teile)                                                                               | Wohnhaus (Teile)                                                                               | Königstraße 28 Karte                          | |                                        |                  |                  |
| Wohnhaus                                                                                       | Wohnhaus                                                                                       | Königstraße 29 Karte                          | |                                        |                  |                  |
| Wohnhaus                                                                                       | Wohnhaus                                                                                       | Königstraße 30 Karte                          | |                                        |                  |                  |
| Wohnhaus (Teile)                                                                               | Wohnhaus (Teile)                                                                               | Königstraße 31 Karte                          | |                                        |                  |                  |
| Wohnhaus (Teile)                                                                               | Wohnhaus (Teile)                                                                               | Königstraße 34 Karte                          | |                                        |                  |                  |
| Wohnhaus                                                                                       | Wohnhaus                                                                                       | Königstraße 44–46 Karte                       | |                                        |                  |                  |
| Wohnhäuser                                                                                     | Wohnhäuser                                                                                     | Königstraße 62, 64, 66, 68, 70 Karte          | |                                        |                  |                  |
| Wohnhäuser (Teile)                                                                             | Wohnhäuser (Teile)                                                                             | Königstraße 67, 69 Karte                      | |                                        |                  |                  |
| Wohnhäuser                                                                                     | Wohnhäuser                                                                                     | Königstraße 71, 73, 73a Karte                 | |                                        |                  |                  |
| Zollhaus Königstor                                                                             | Zollhaus Königstor                                                                             | Königstraße 75 Karte                          | ehemaliges Zoll- und Wachhäuschen am Königstor, erbaut von Adam Franz Friedrich Leydel; Spoilen transloziert zum Eingang Kaiser-Friedrich-Park | 1836                                   |                  |                  |
| Wohnhaus                                                                                       | Wohnhaus                                                                                       | Körbergasse 2 Karte                           | |                                        |                  |                  |
| Wohn- / Geschäftshaus                                                                          | Wohn- / Geschäftshaus                                                                          | Körbergasse 3 Karte                           | | 1655 (Nr. 3)                           |                  |                  |
| Wohnhaus                                                                                       | Wohnhaus                                                                                       | Körbergasse 5 Karte                           | |                                        |                  |                  |
| Wohnhäuser                                                                                     | Wohnhäuser                                                                                     | Körnerstraße 12, 14 Karte                     | |                                        |                  |                  |
| weitere Bilder                                                                                 | Kath. Pfarrkirche Hl. Geist                                                                    | Körnerstraße 20–22 Karte                      | nach Plänen von Otto Bongartz | 1929/30                                |                  |                  |
| Wohnhaus                                                                                       | Wohnhaus                                                                                       | Körnerstraße 25 Karte                         | |                                        |                  |                  |
| Geschäftshaus (Teile)                                                                          | Geschäftshaus (Teile)                                                                          | Komphausbadstraße 10 Karte                    | |                                        |                  |                  |
| weitere Bilder                                                                                 | Altes Kurhaus (Neue Redoute)                                                                   | Komphausbadstraße 15, 17, 19 Karte            | erbaut nach Plänen von Jakob Couven; Vorderansicht | 1782–1786                              |                  |                  |
| weitere Bilder                                                                                 | „Postwagen“                                                                                    | Krämerstraße Karte                            | zusammengehörend mit „Eulenspiegel“; ursprünglich zwei separate Häuser; nach dem 2. Weltkrieg vom Gastronom Franz Lüttgens nach alten Plänen errichtet; zweigeschossig, EG Fachwerk mit Backsteinausfachung, Obergeschoss vorkragend, ganz in Holz | um 1657                                |                  |                  |
| „Eulenspiegel“                                                                                 | „Eulenspiegel“                                                                                 | Krämerstraße Karte                            | zusammengehörend mit „Postwagen“; ursprünglich zwei separate Häuser; nach dem 2. Weltkrieg von Franz Lüttgens errichtet nach alten Plänen; dreigeschossiges Backsteinhaus mit Walmdach und Kreuzstockfenstern in Blaustein; | um 1657                                |                  |                  |
| Wohn- / Geschäftshäuser                                                                        | Wohn- / Geschäftshäuser                                                                        | Krämerstraße 1, 3 Karte                       | Umbau HsNr. 1 Mitte 18. Jh. nach Plänen von Johann Joseph Couven |                                        |                  |                  |
| Wohn- / Geschäftshaus (Teile)                                                                  | Wohn- / Geschäftshaus (Teile)                                                                  | Krämerstraße 5 Karte                          | |                                        |                  |                  |
| Wohnhaus (Teile); Gasthaus „Zum goldenen Apfelbaum“                                            | Wohnhaus (Teile); Gasthaus „Zum goldenen Apfelbaum“                                            | Krämerstraße 7 Karte                          | Altbau 1808, erste Neubaumaßnahme als Flachbau 1949; zweite Neugestaltung 1969. Erbaut Ende des 19. Jh., viergeschossiger Backsteinneubau unter Verwendung von Blaustein-Werkstücken und Fassadenteile des ehemaligen Hauses Jakobstraße 120; zum Hühnermarkt vier- und zur Krämerstraße in zweiachsig. | 1969                                   |                  |                  |
| Wohn- / Geschäftshäuser                                                                        | Wohn- / Geschäftshäuser                                                                        | Krämerstraße 8, 10, 12 Karte                  | |                                        |                  |                  |
| Wohn- / Geschäftshäuser                                                                        | Wohn- / Geschäftshäuser                                                                        | Krämerstraße 14, 14a, 16 Karte                | |                                        |                  |                  |
| Wohn- / Geschäftshaus                                                                          | Wohn- / Geschäftshaus                                                                          | Krämerstraße 17 Karte                         | |                                        |                  |                  |
| Wohn- / Geschäftshaus                                                                          | Wohn- / Geschäftshaus                                                                          | Krämerstraße 18 Karte                         | |                                        |                  |                  |
| Wohn- / Geschäftshäuser                                                                        | Wohn- / Geschäftshäuser                                                                        | Krämerstraße 27, 29 Karte                     | Nr. 29: Wohn- und Geschäftshaus „Im heiligen Geist“ - Erbaut 1656; wiederaufgebaut 1950; dreigeschossiges Backsteineckhaus in 3:2 Achsen; in rechter Gebäudehälfte runder Treppenturm mit Zwiebelhaube; im Dachgeschoss Zwerchgiebel; Obergeschosse mt Kreuzstockfenstern mit Blausteingewänden; Gebäudeecke in Blausteinquaderung; Sockel in Blaustein; Erdgeschoss durch Ladeneinbau verändert; Architekt: Karl Kessler | 1950                                   |                  |                  |
| Wohnhaus                                                                                       | Wohnhaus                                                                                       | Krakaustraße 1 Karte                          | |                                        |                  |                  |
| Wohnhaus                                                                                       | Wohnhaus                                                                                       | Krakaustraße 27 Karte                         | ehemalige „Tuchfabrik J. H. Kesselkaul“; dreigeschossiges Backsteinhaus mit 8 Achsen, Lisenengliederung und Walmdach. 1980 Um- und Ausbau des unter Denkmalschutz stehenden Hauptgebäudes und der Tordurchfahrt zu Büro- und Ladenflächen im EG und Wohnungen in den Obergeschossen | 1855                                   |                  |                  |
| Wohnhaus                                                                                       | Wohnhaus                                                                                       | Krefelder Straße 2 Karte                      | |                                        |                  |                  |
| Wohnhaus                                                                                       | Wohnhaus                                                                                       | Krefelder Straße 11 Karte                     | |                                        |                  |                  |
| Wohnhaus                                                                                       | Wohnhaus                                                                                       | Krefelder Straße 21 Karte                     | entworfen von Karl Henrici als eigenes Wohnhaus. Im Inneren haben sich die Einbauten aus Holz (Decken, Vertäfelungen, Wandschränke) erhalten. Bei Bauarbeiten im Inneren wurden in den Räumen des Hochparterres dekorative und figürliche Ausmalungen aufgedeckt. | 1886                                   |                  |                  |
| Wohnhaus (Teile)                                                                               | Wohnhaus (Teile)                                                                               | Krefelder Straße 25 Karte                     | |                                        |                  |                  |
| Wohnhaus                                                                                       | Wohnhaus                                                                                       | Krefelder Straße 27 Karte                     | von Architekt Arnold Königs; vier Geschosse, drei Achsen; Der Mittelrisalit mit Schweifgiebel umfasst eine Achse und weist als Dekor einen Erker und Balkon auf; Putzfassade, Dekor neobarock | 1903                                   |                  |                  |
| Wohnhaus                                                                                       | Wohnhaus                                                                                       | Krefelder Straße 31 Karte                     | Architekt: Arnold Königs; Vier Geschosse (fünftes Geschoss erneuert), 3:6 Achsen, Seitenrisalite je eine Achse. Putzfassade, Dekor: Neorenaissance | 1905                                   |                  |                  |
| Priesterwohnung von Heilig Kreuz                                                               | Priesterwohnung von Heilig Kreuz                                                               | Kreuzherrenstraße 1 Karte                     | zweigeschossig mit ausgebautem Dachgeschoss und Satteldach, 1977 unter Federführung von Hans Heinemann umgebaut | 1738                                   |                  |                  |
| Wohnhaus                                                                                       | Wohnhaus                                                                                       | Kupferstraße 2 Karte                          | |                                        |                  |                  |
| Wohnhaus                                                                                       | Wohnhaus                                                                                       | Kupferstraße 3 Karte                          | |                                        |                  |                  |
| Wohnhäuser                                                                                     | Wohnhäuser                                                                                     | Kupferstraße 8, 10 Karte                      | |                                        |                  |                  |
| Wohnhaus (Teile)                                                                               | Wohnhaus (Teile)                                                                               | Kupferstraße 11 Karte                         | |                                        |                  |                  |
| Wohnhaus (Teile)                                                                               | Wohnhaus (Teile)                                                                               | Kupferstraße 14 Karte                         | |                                        |                  |                  |
| Wohnhäuser                                                                                     | Wohnhäuser                                                                                     | Kupferstraße 17, 19 Karte                     | |                                        |                  |                  |
| Wohnhaus                                                                                       | Wohnhaus                                                                                       | Kupferstraße 21 Karte                         | |                                        |                  |                  |
| Wohnhäuser                                                                                     | Wohnhäuser                                                                                     | Kupferstraße 18, 20 Karte                     | |                                        |                  |                  |
| Wohnhäuser                                                                                     | Wohnhäuser                                                                                     | Kupferstraße 26, 28 Karte                     | |                                        |                  |                  |
| Altes Kurhaus (Neue Redoute)                                                                   | Altes Kurhaus (Neue Redoute)                                                                   | Kurhausstraße 2, 2c Karte                     | erbaut nach Plänen von Jakob Couven; Rückansicht | 1782–1786                              |                  |                  |